# 杜布奇齊
51°53′39″N 25°51′53″E / 51.89417°N 25.86472°E
杜布奇齊（烏克蘭語：Дубчиці），是烏克蘭西北部的村莊，隸屬里夫內州的瓦拉什區。該村始建於1885年，面積11.3平方公里，海拔高度135米，2001年人口168，人口密度每平方公里14.9人。